# 刘文选 (1923年)
刘文选（1923年—2023年1月3日），又名闻轩，号绛翁、金河老人，男，四川会理人，中国画家、美术教育家。曾任宁波画院名誉院长、宁波市美术家协会名誉主席。